# هرم منكاورع
هرم منكاورع أو كما هو معروف بالاسم المحرّف هرم منقرع،  هو أصغر الأهرامات الثلاثة الرئيسية لمجمع أهرامات الجيزة يقع على هضبة الجيزة في الضواحي الجنوبية الغربية للقاهرة، مصر. يُعتقد أنه بني ليكون بمثابة مقبرة للفرعون المصري منكاورع (ابن الملك خفرع) من الأسرة المصرية الرابعة. يبلغ طول كل ضلع من أضلاعه 108.5 متراً وارتفاعه 65.5 متراً، يبلغ طوله حاليا 62 متراً وذلك بعد سقوط كسوته الخارجية.
تبلغ زاوية ميله 51°20′25″ (سقد 53⁄5)، ومدخله جهة الشمال، ويرتفع المدخل نحو 4 متر فوق سطح الأرض، ويؤدي لممر هابط طوله 31 متراً، وزاوية انحداره بسيطة نحو 17 درجة. بني من الحجر الجيري، ولكن منكاورع اختار أن يبنى الجزء الأسفل منه من الجرانيت التي كانت تُجلب من أسوان عن طريق نهر النيل. يصل ارتفاع التغطية بأحجار الجرانيت نحو 17 مترا. وباقي التغطية تمت بأحجار طره البيضاء حتى ارتفاع 5.65 متر.
في نهاية الممر المائل يوجد دهليز مبطن بالحجر، يؤدي إلى ممر أفقي فيه 3 متاريس وبعدها حجرة الدفن. عثر به على تابوت خشبي عليه اسم منكاورع وبه مومياء تم بعد إجراء عملية التأريخ بالكربون المشع عليهما التأكد من كونهما من فترة أحدث بكثير من عصر الملك الأصلي.
وإلى الجنوب من هرم منكاورع يوجد ثلاثة أهرامات خصصت للملكات تمتد باتجاه الشرق، غرب الهرم الأول خاص بالملكة خع مرر نبتي الثانية زوجة الملك منكاورع.

## الحجم والبناء
كان هرم منكاورع يبلغ ارتفاعه الأصلي 65.5 متر (215 قدم) ، وكان أصغر الأهرامات الثلاثة الرئيسية في مجمع أهرامات الجيزة. يبلغ ارتفاعه الآن 61 متر (200 قدم) وقاعدتها 108.5 متر (356 قدم). زاوية ميله حوالي 51 درجة 20-25 درجة مئوية. شيد من الحجر الجيري من طرة والجرانيت من أسوان. تم صنع الدورات الستة عشر الأولى من الخارج من الجرانيت الأحمر. تم تغليف الجزء العلوي بالطريقة العادية مع الحجر الجيري من طرة. ترك جزء من الجرانيت في الخام. تساعد المشاريع غير المكتملة مثل هذا الهرم علم الآثار في فهم الأساليب المستخدمة لبناء الأهرامات والمعابد. تقع جنوب هرم منكاورع ثلاثة أهرامات تابعة، ويصاحب كل منها معبد وبنية تحتية. أقصى الشرق هو أكبر هرم حقيقي. غلافه مصنوع جزئيًا من الجرانيت، مثل الهرم الرئيسي، ويُعتقد أنه اكتمل بسبب هرم الحجر الجيري الذي تم العثور عليه بالقرب منه. لم يتقدم أي من الاثنين الآخرين بعد بناء اللب الداخلي.

قبل الوصول إلى حجرة الدفن الجرانيتية بفترة وجيزة، يؤدي باب في الجدار الشمالي لقاعة المدخل عبر درج مكون من ست درجات إلى سلسلة من ستة متاجر مرتبة بأسنان مشط منحوتة في الصخر ووجهتها هي عادة ما يتم تفسيرها على أنها الغرف التي تم فيها الاحتفاظ بالجرار الكانوبية وتيجان مصر العليا ومصر السفلى.

رسم تخطيطي للهرم

لذلك يبدو أن ثلاثة مشاريع اتبعت بعضها البعض في قبر الملك. أول حجم متواضع يتوافق مع الممر غير المكتمل. توسيع ثانٍ للمشروع الأول مع غرفة انتظار وغرفة مسلفة وغرفة كبيرة تسبق حجرة الدفن التي سيتم التخلي عنها في النهاية. أخيرًا، تم تضمين مشروع ثالث في الثاني من خلال تكملة ممر تحت الأرض يؤدي مباشرة إلى حجرة الدفن الجرانيتية المجهزة بالمخازن لإيواء جنازة الملك. إذا بدا أن المشروع الأول قد تم التخلي عنه بالفعل، فمن الممكن أن يكون الثاني والثالث قد تم التخطيط لهما وتنفيذهما في نفس الوقت مما يفسر أبعاد الغرفة المستطيلة الكبيرة التي من شأنها أن تكون بمثابة غرفة مناورة من أجل ترتيب الكتل. وعوارض من الجرانيت تغطي حجرة دفن الملك.
هذه هي المرة الأولى التي يتم فيها تطوير الشقق الجنائزية لهرم ملكي. سوف تتولى المقابر الملكية المعاصرة وتطور مكونات الشقق الجنائزية لهرم منكاورع. يمكننا الاستشهاد بأمثلة لمقابر خنت كاوس وشبسسكاف وستحتفظ الأهرامات الملكية الأسرة المصرية الخامسة بالعناصر الإرشادية، بما في ذلك غرفة الانتظار التي تسبق حجرة الأمشاط، القبة مقسمة إلى غرفة انتظار وغرفة تابوت وغرف تخزين لم يتم توضيح دورها بعد اليوم.
من ناحية أخرى، لا تزال زخرفة غرفة الانتظار الأولى وتابوت منكاورع فريدة من نوعها ولن نجد مثل هذه الزخارف المتقنة في الأهرامات الملكية قبل الأسرة المصرية السادسة ، بعد أكثر من قرن ونصف. بهذا المعنى، فإن هرم منكاورع هو استثناء ويمثل النموذج الأولي للأهرامات الكلاسيكية في العصور اللاحقة.
 غرف وممرات هرم منكاورع 

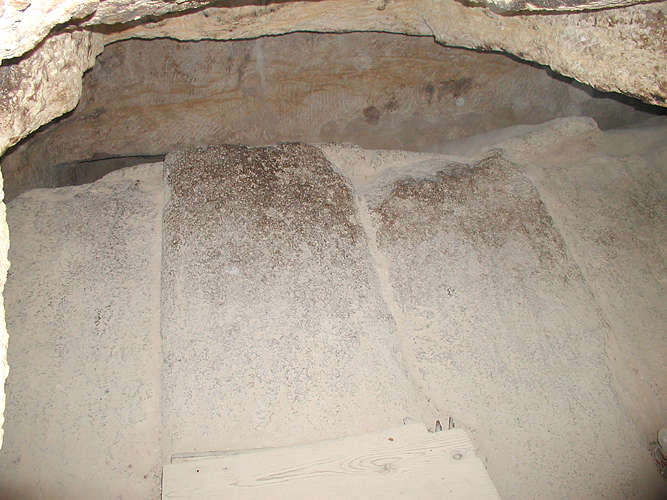
تسليم قبو الجرانيت لغرفة الدفن
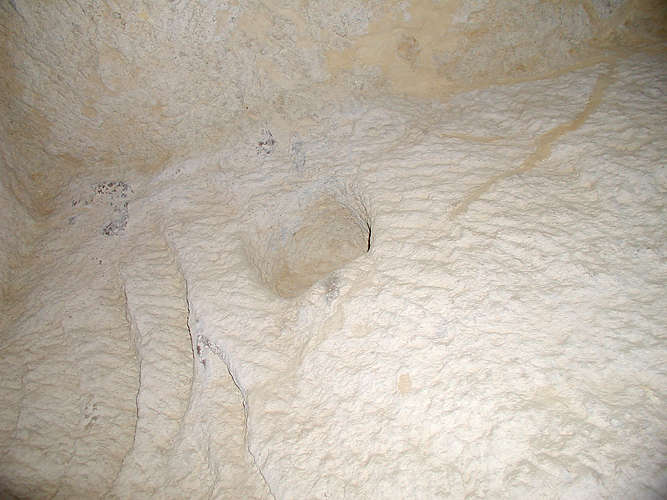
التفاصيل من مرور الأمشاط
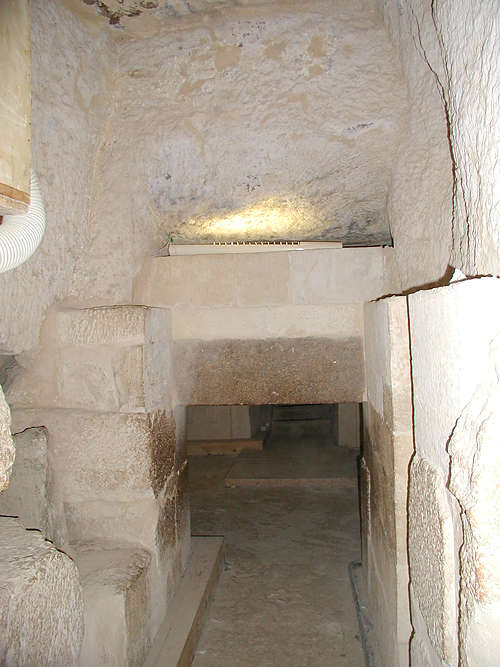
ممر للأمشاط
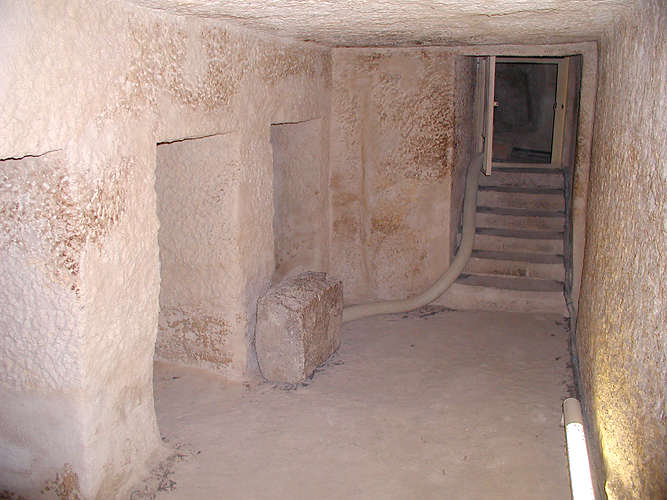
غرفة متخصصة
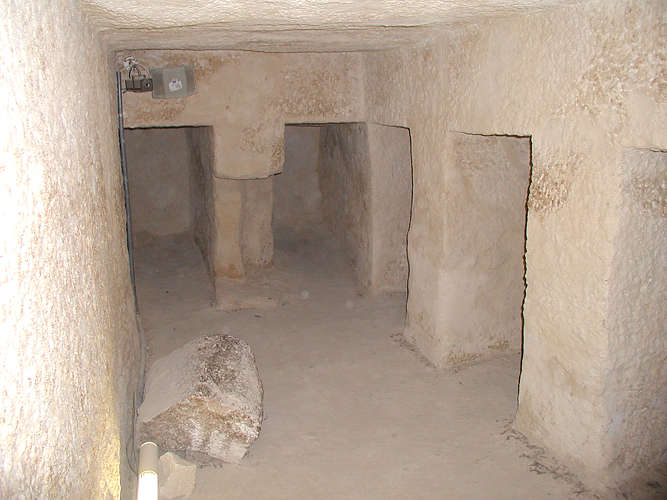
غرفة متخصصة
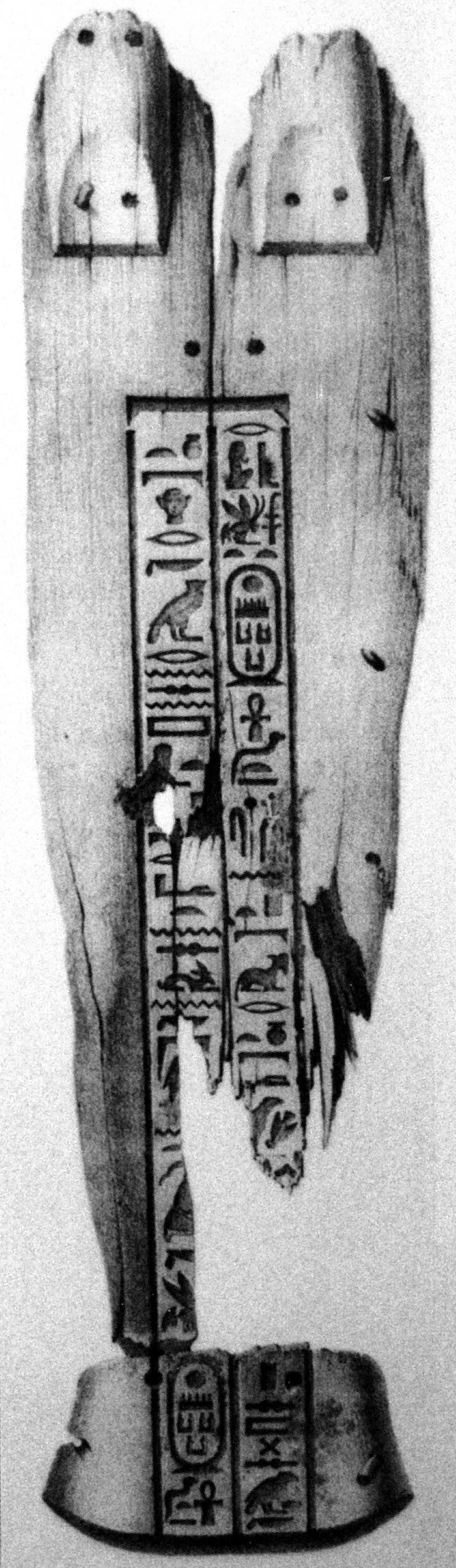
تابوت خشبي باسم منكاورع موجود الآن في المتحف البريطاني

## مجمع المعبد
تم حفر معبد وادي منكاورع بين عامي 1908 و 1910 بواسطة جورج أندرو ريزنر. وجد عددًا كبيرًا من التماثيل معظمها لمنكاورع وحده وكعضو في مجموعة. تم نحت هذه جميعها في النمط الطبيعي للمملكة القديمة بدرجة عالية من التفاصيل.
في الهيكل الجنائزي، كانت الأساسات والقلب الداخلي مصنوعة من الحجر الجيري. بدأت الأرضيات بالجرانيت وأضيفت الواجهات الجرانيتية إلى بعض الجدران. تم بناء أساسات معبد الوادي من الحجر ولكن تم الانتهاء من كلا المعبدين بالطوب الخام. وقدر ريزنر أن بعض الكتل الحجرية المحلية في جدران المعبد الجنائزي تزن ما يصل إلى 220 طناً، في حين أن أثقل الكتل الجرانيتية المستوردة من أسوان تزن أكثر من 30 طناً. من المفترض أن خليفة منكاورع شبسسكاف أكمل بناء المعبد. نقش في المعبد الجنائزي جاء فيه «جعله (المعبد) نصب تذكاري لوالده ملك مصر العليا والسفلى».
تشير الإضافات المعمارية اللاحقة واثنتان من مسلات من الأسرة المصرية السادسة إلى أنه تم الحفاظ على عبادة الملك (أو تم تجديدها بشكل دوري) لمدة قرنين من الزمان بعد وفاته.
 المعبد العالي 

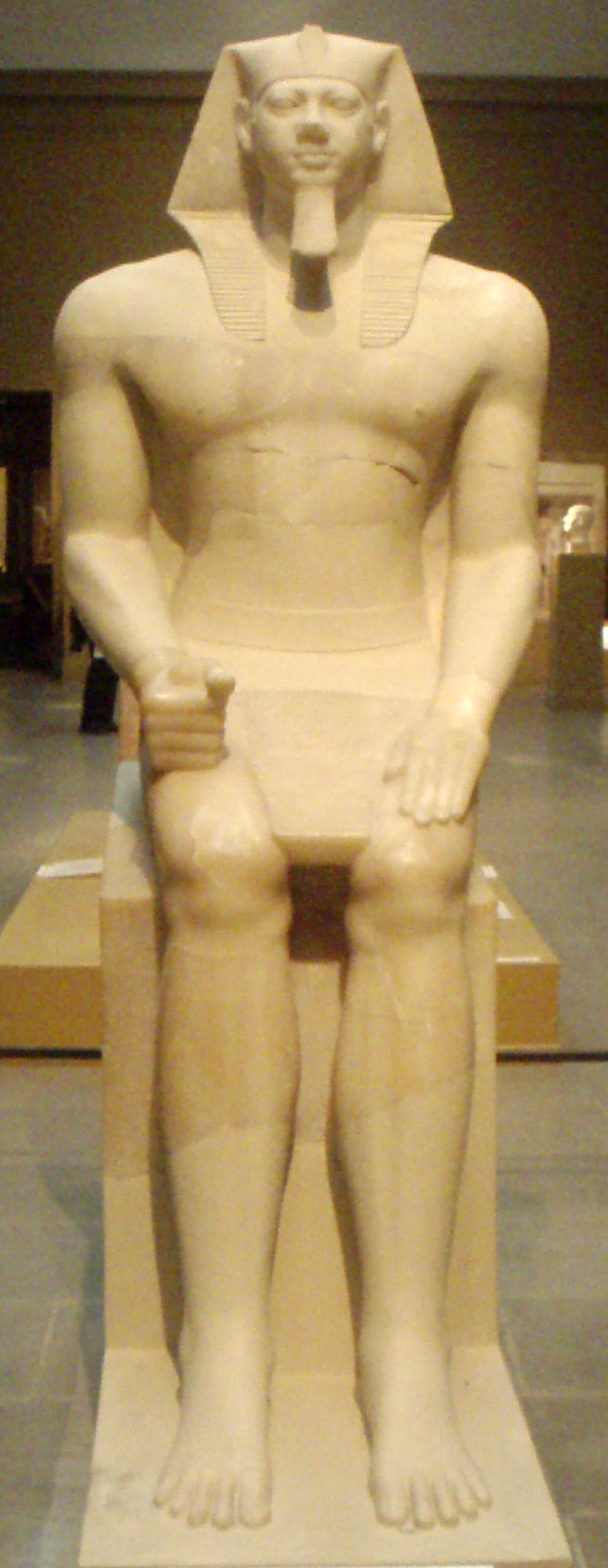
تم اكتشاف تمثال منكاورع العملاق في المرمر في المعبد الجنائزي

يقع معبد منكاورع الجنائزي شرق هرم الملك. وهو لا تجاور جانب الهرم. يتكون المعبد نفسه، الواسع والمبني من الحجر الجيري، من فناء كبير في الهواء الطلق يتيح الوصول إلى الغرف الداخلية والمحلات التي تضم عروض الطعام والمواد الدينية المخصصة للطقوس اليومية التي كانت تمارس هناك. على الجانب الشمالي، كان هناك ممر يتيح الوصول إلى الجزء الخلفي من المعبد إلى المحيط والكنيسة التي تضم شاهدة جنائزية للملك، وهي عنصر من عناصر العبادة التي تم إجراؤها في هذه الأماكن. تتكون هذه الكنيسة من فناء صغير في الهواء الطلق. وهي متصلة بالوجه الشرقي للهرم، وقد تم تقليص واجهته، وتحتوي على الشاهدة الجنائزية التي اختفت اليوم. أمام هذا الفناء كانت توجد غرفة انتظار مغطاة تتيح الوصول إلى مصلى ملحق يقع إلى الجنوب من الفناء. كان من الممكن الوصول إلى الكل ببساطة من محيط الهرم من خلال باب في الجدار الشمالي لغرفة الانتظار. في وقت لاحق تم توسيع الكل بإضافة غرفة انتظار جديدة تسبق الأولى وإتاحة الوصول إلى سلسلة من خمس غرف صغيرة أو مصليات، وبالتالي مضاعفة الجهاز الأولي وربما تلبية متطلبات العبادة الملكية في السلالات التالية.
تم اكتشاف تماثيل مرمرية مجزأة في هذا المعبد من قبل الذي نفذ من 1906 إلى 1924 تنقيب شامل عن الآثار في مصر في الموقع. تم الاحتفاظ بهذه القطع منذ ذلك الحين في متحف الفنون الجميلة في بوسطن ، وقد تم تجميع بعضها وإعادة بناء التمثال الذي يمثل تمثالًا عملاقًا للملك، تم تصويره على أنه شاب يرتدي نمس فرعوني ويرتدون مئزر من الكتان الناعم ذي الثنيات.
كشفت دراسة النصب عن مرحلتين من البناء وضع المخطط الأولي: الأولى في زمن منكاورع، ثم الثانية في عهد خليفته شبسسكاف الذي أكمل المجمع. جدران المعبد مبنية من كتل ضخمة من الحجر الجيري، يزن بعضها أكثر من مائتي طن. كان الجزء الداخلي للمعبد مكسوًا بالجرانيت والأعمدة الداعمة للأسقف في الصالات الداخلية كانت أيضًا من الجرانيت الأحمر من أسوان. في هذه المرحلة الأولى من بناء المجمع، كان لابد من تجهيز فناء المعبد بأروقة من أعمدة الجرانيت وجدرانه مغطاة بواجهة من نفس المادة مثل تلك الموجودة في الهرم. لذلك، إذا كان مهندسو منكاورع قد خططوا لتغطية المعبد الجنائزي والهرم بالكامل بالجرانيت، فإن موت الملك ترك العمل غير مكتمل. خلفه الذي ورث العرش، وفي الوقت نفسه، كان مكلفًا بإكمال موقع بناء مجمع أهرامات والده، قام بتعديل الخطة الأولية ثم استخدم مواد أقل تكلفة وأكثر عملية للإسراع بإنجازها. تمت إزالة الأروقة واستبدالها بغطاء من الطوب حيث تم تركيب الكوات على فترات منتظمة تقليدًا لزخرفة واجهة القصر. إنها تمثل الزخرفة الوحيدة للنصب التذكاري، ولم يتم اكتشاف أي ارتياح في هذا المعبد.
باتباع نفس التسلسل الزمني للبناء في البداية، تم تصميم الجزء الحميم من المعبد على مخطط بسيط إلى حد ما، يتكون من قاعة ذات أعمدة موزعة إلى الشمال والجنوب بواسطة ممرات غرف بسيطة تستخدم كمخازن. بعد وفاة الملك، قام مهندسو شبسسكاف بتوسيع المخطط وتطوير ومضاعفة الممرات والغرف. بعد الكارثة التي ألحقت أضرارًا جسيمة بمجمع الهرم، تم ترميم الجزء الغربي بالكامل من المعبد ومصلى العبادة في الأسرة المصرية السادسة. ربما حدث هذا الترميم في عهد بيبي الثاني لأنه تم العثور على شاهدة تحمل اسمه في المعبد الجنائزي، مما يدل على أنه بعد أكثر من قرن ونصف من وفاة منكاورع كان معبده لا يزال قيد الاستخدام وموضوعًا لبعض الاهتمام من قبل الملوك المصريين الحاكمين.

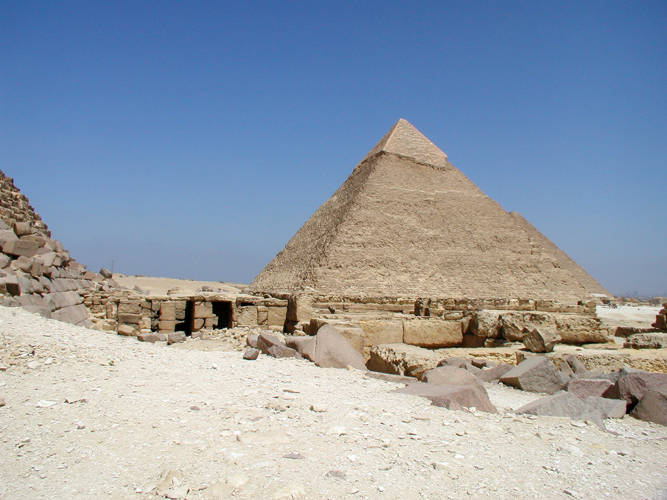
المعبد الجنائزي (أو المعبد العالي)
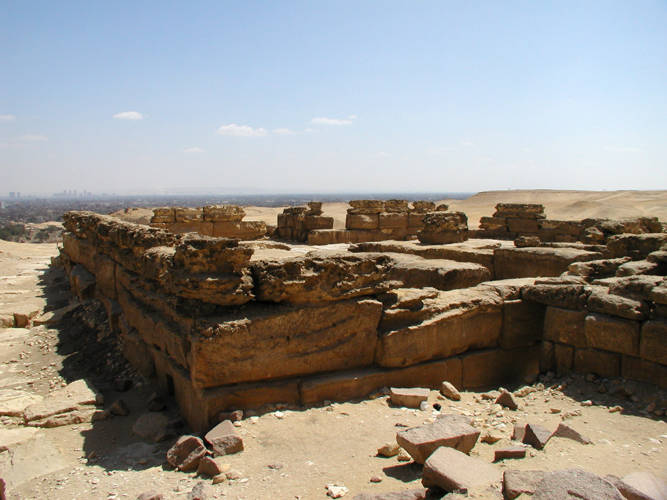
منظر للكتل المتجانسة للمعبد الجنائزي
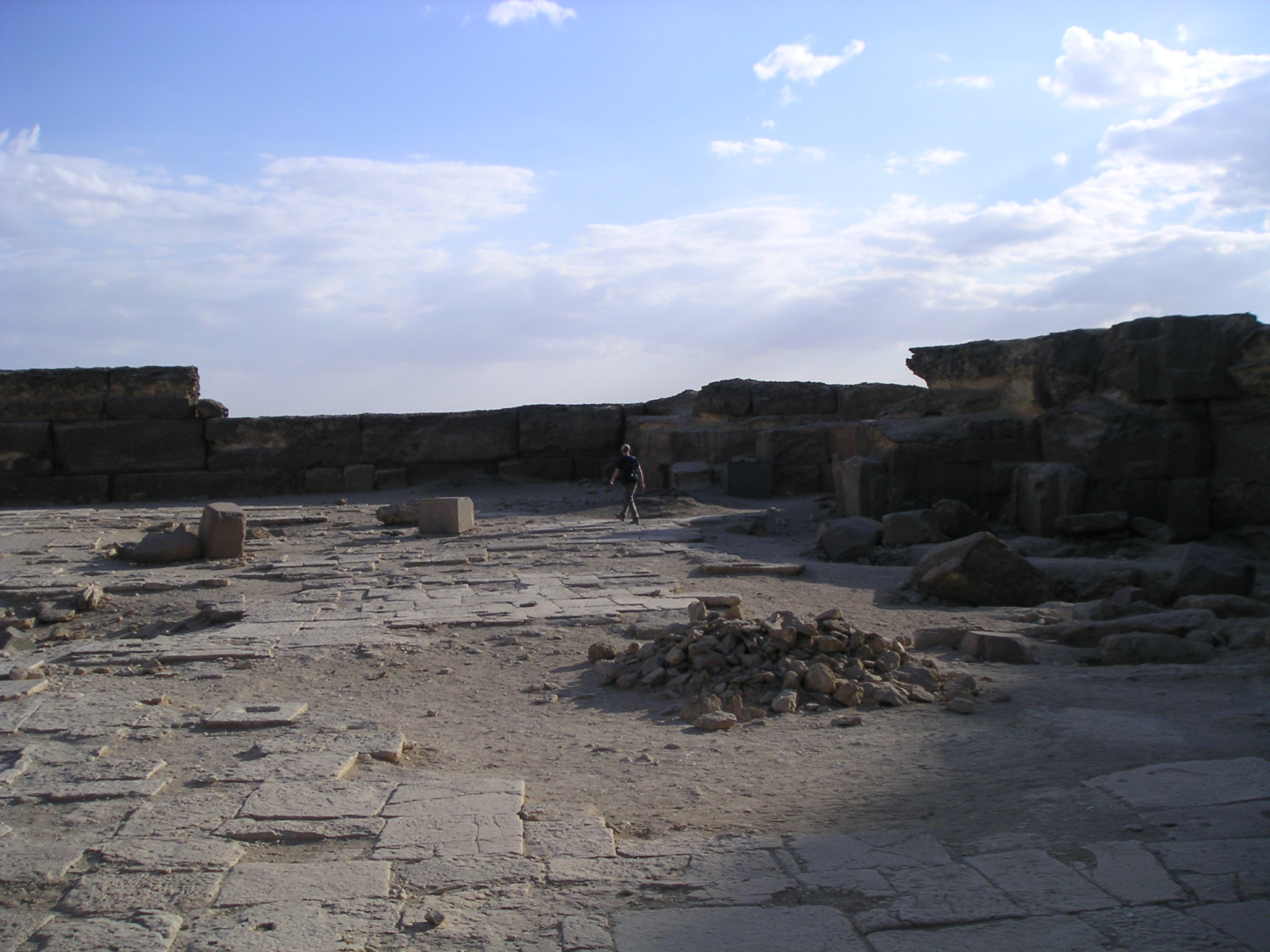
منظر للفناء الكبير للمعبد الجنائزي
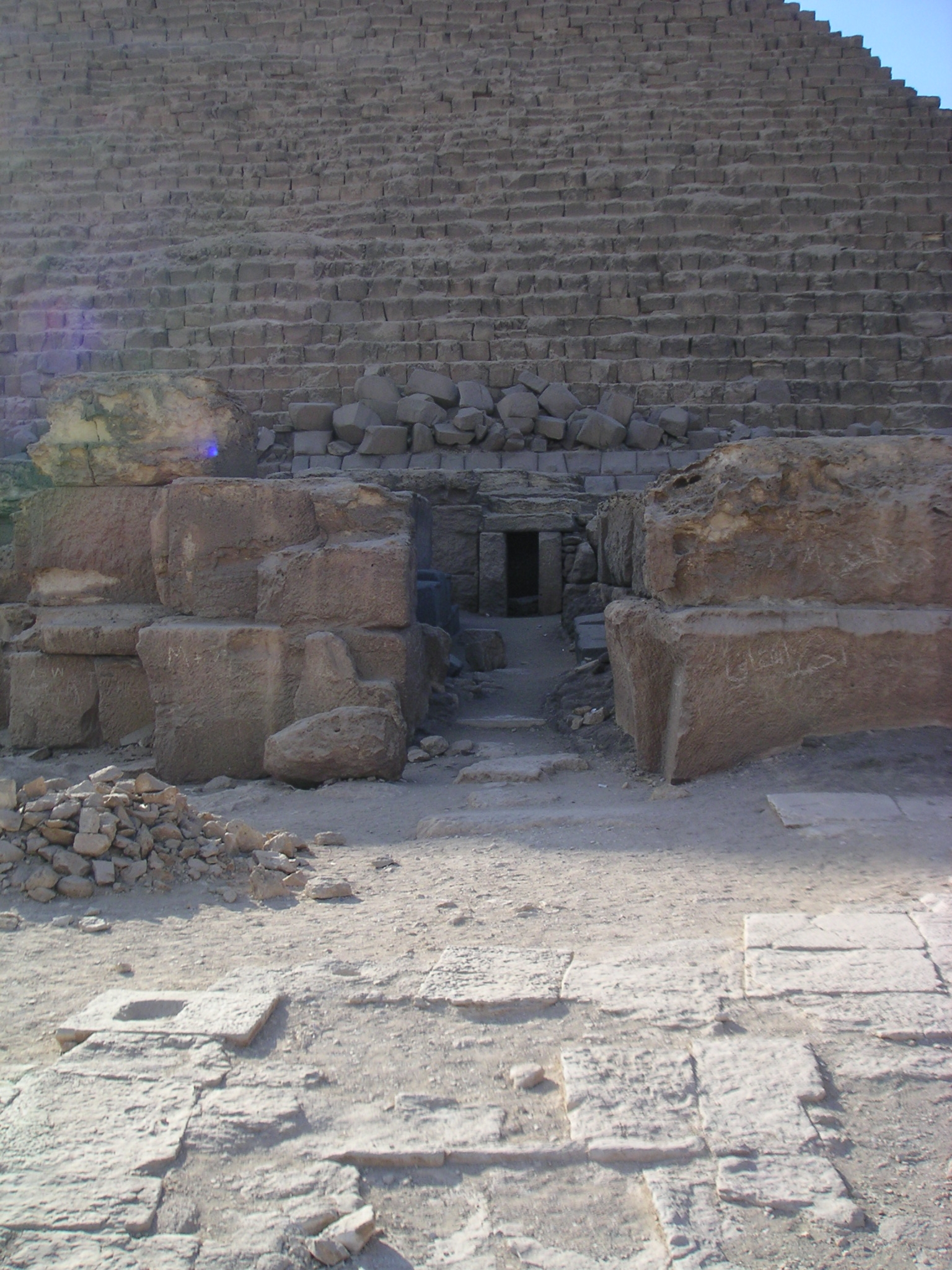
الممر الجانبي الشمالي للمعبد الجنائزي يتيح الوصول إلى معبد منكاورع
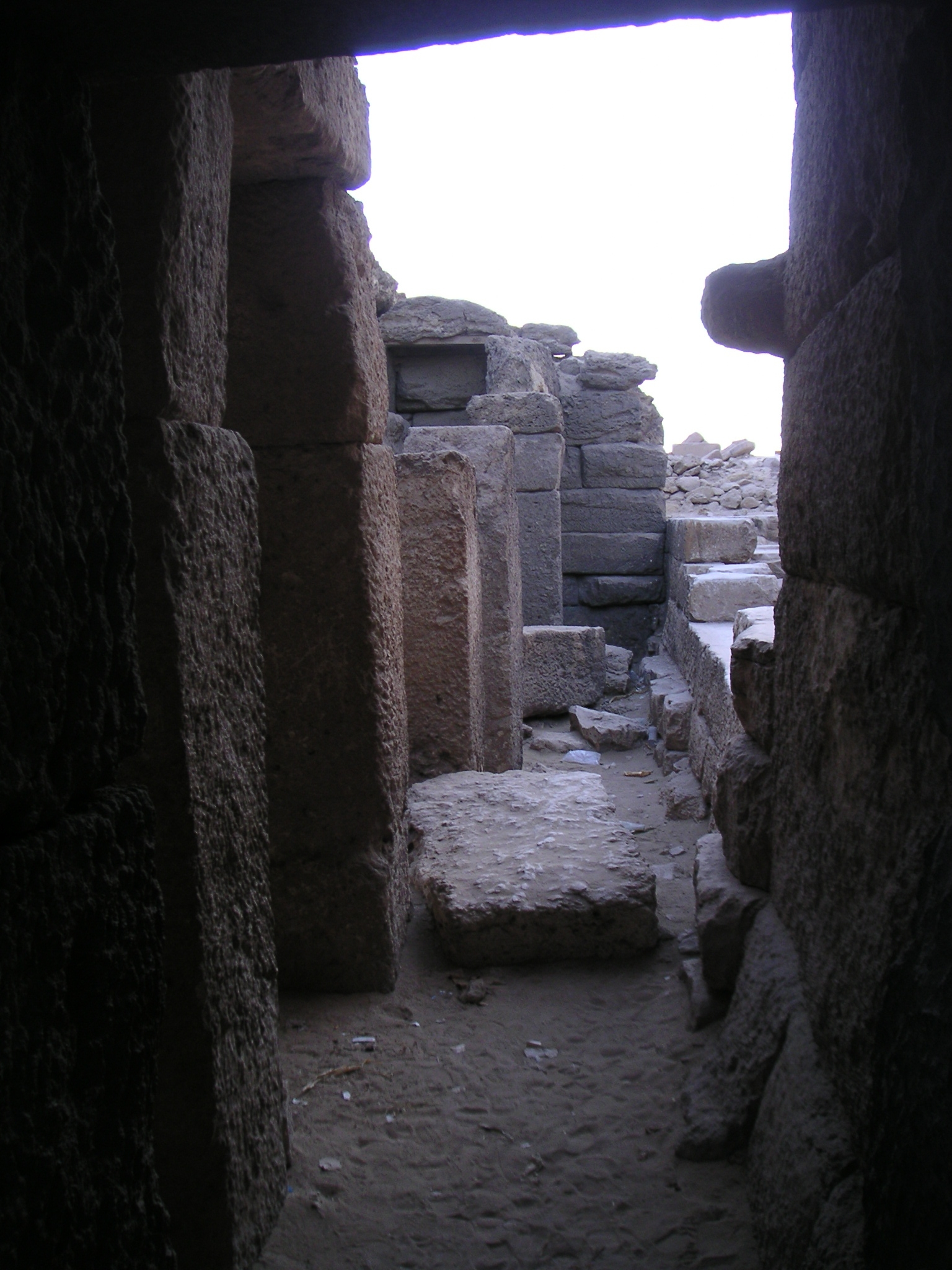
الغرفة الداخلية أو مخازن المعبد الجنائزي
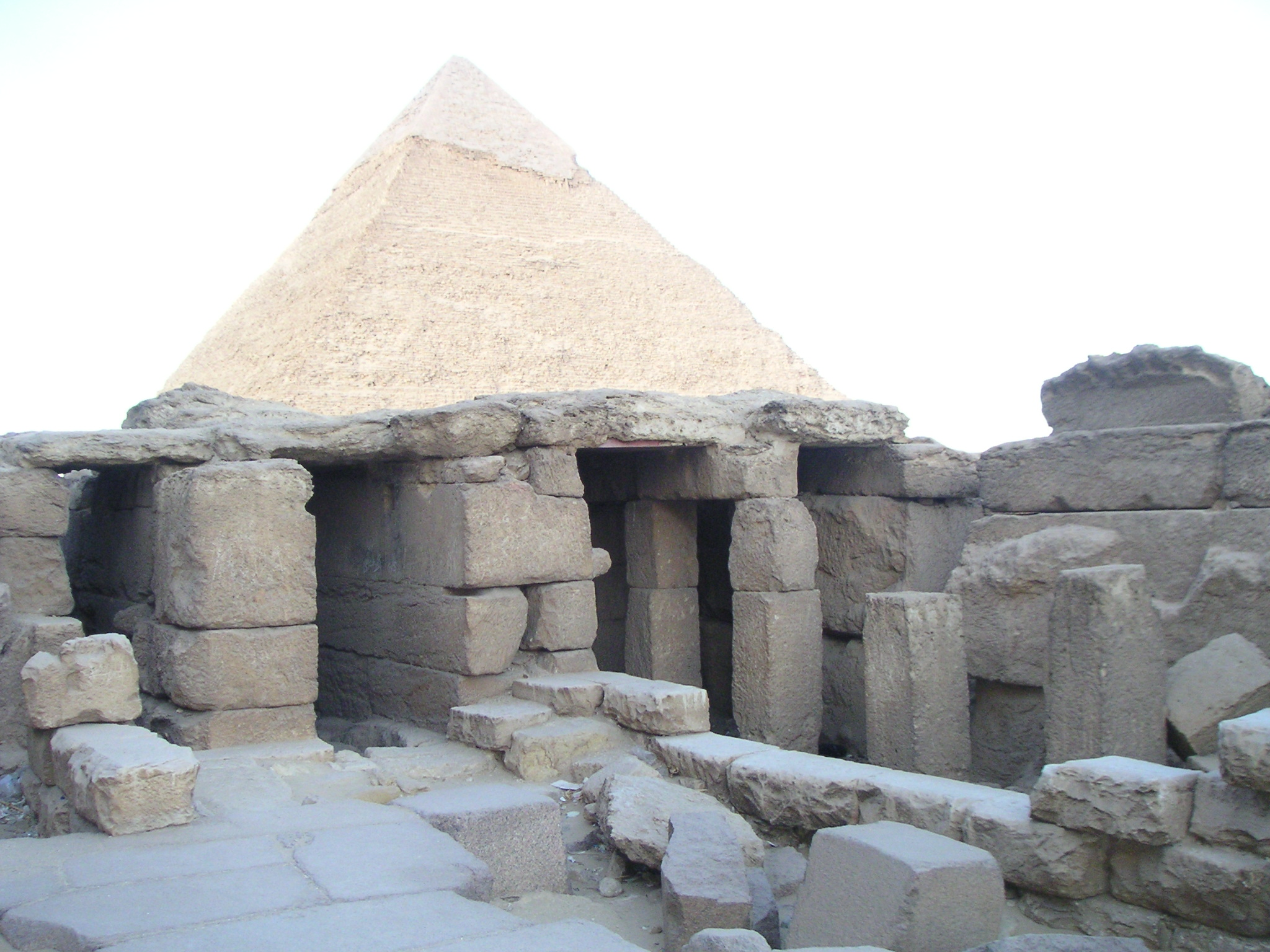
منظر للغرف المجاورة لمعبد منكاورع إلى الغرب من المعبد الجنائزي
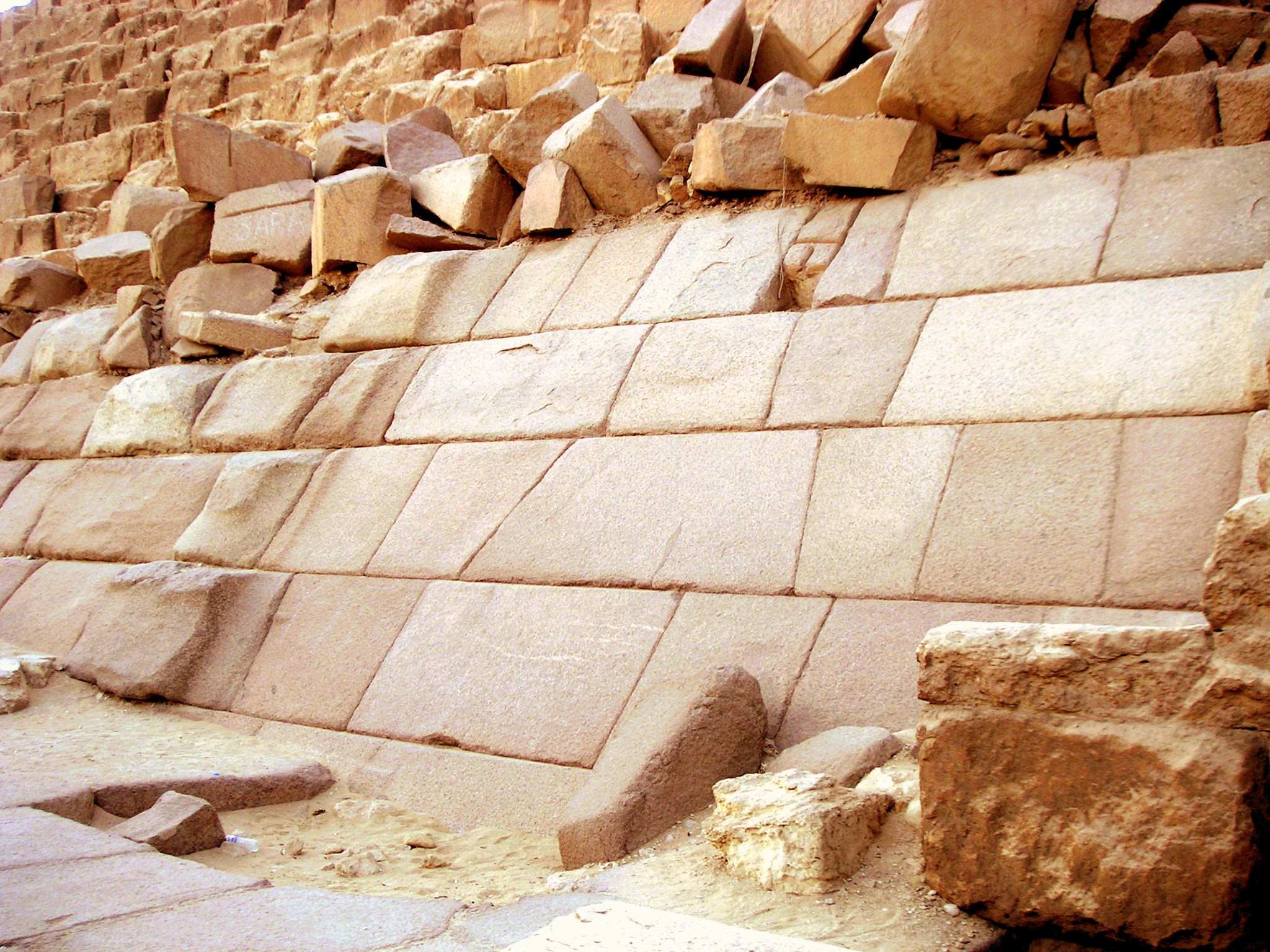
موقع معبد منكاورع المتاخم للوجه الغربي لهرمه

## الطريق

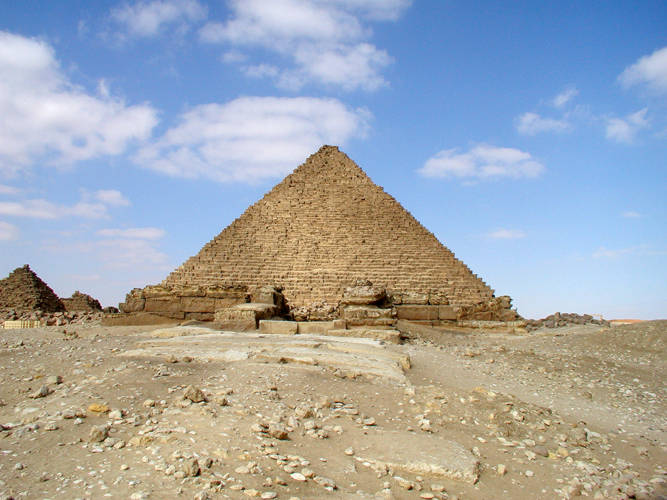
جسر مجمع منكاورع

من الجسر الذي يبلغ طوله ستمائة وخمسة أمتار، لم يتبق سوى الموقع الذي ربط المعبد في وادي مجمع الهرم المصري بالمعبد الجنائزي الملحق به محيط هرم الملك. كان الوصول إلى هذا الطريق عبر بابين. وضع أحدهما في الفناء الأمامي لمعبد الوادي والثاني إلى الجنوب من الغرف الداخلية الواقعة إلى الغرب من فناء المعبد نفسه. لقد سمحوا بالوصول إلى ممر يتجاوز المعبد على جانبه الجنوبي ويلحق بالمحور المركزي للمجمع في الخلف. لذلك يمكن للمواكب أن تأخذ الجسر مباشرة لتتسلق إلى الهرم ومعبدها الجنائزي، أو بعد أن تقوم بطقوس التطهير للقرابين في الفناء الكبير لمعبد الوادي، تمر عبر الغرف الغربية وتأخذ الممر. عموديًا على محور المعبد، انضم إلى الجسر قبل وقت قصير من تفرعه باتجاه الجزء الخلفي من المعبد.
ربما لم يكتمل هذا الجسر أبدًا بسبب الوفاة المبكرة للملك. في الواقع، يبدو أن كل شيء يشير من الطلاء غير المكتمل للهرم، من خلال مرحلتي بناء المعبد الجنائزي وحالة الطريق، إلى أن منكاورع لم يكن لديه وقت لإكماله مجمع جنازته. كان شبسسكاف خليفته هو الذي تعهد بإكمال المجموعة باستخدام الطوب اللبن للجدران التي تعلو الطريق. شكل ممرًا طويلًا، ربما كان غطاءه مصنوعًا من نفس المواد وشكل قوسًا. يؤدي الممر الطويل مباشرة إلى الفناء الكبير المكشوف للمعبد العالي، الموضوعة في محور النصب، مروراً بممر تشير سماكة الأساسات والممرات الأولى إلى أن هذا الجزء قد تم تصميمه لدعم قوي. جدران قادرة على دعم ألواح السقف الكبيرة.

## المعبد السفلي
بالنسبة للمعبد الموجود في وادي منكاورع، خطط مهندسو الملك لبناء مبنى ضخم بهندسة معمارية من الحجر الجيري والجرانيت والتي كانت تهيمن على ميناء استقبال مجمع الجنازة. وفقًا لـ فيتو ماراجيوجليو وسيليست رينالدي الذين درسوا المعبد ولاحظوا الخطة، في المشروع الأولي افتتح المعبد ببابين جانبيين يؤديان إلى دهليز بأربعة أعمدة يسبق قاعة ذات سقف مدعوم من أعمدة، ينفتح جانبها الجنوبي على ممر يصل إلى جسر الهرم. ثم تذكر الخطة الكلية للمعبد في وادي هرم خفرع.
ومع ذلك، مثل باقي مجمع الأهرام، فإن المعبد في وادي منكاورع بالكاد تم رسمه. لم تكن أسس وقواعد النصب قد اكتملت في وقت وفاة الملك، ثم تم الانتهاء منها بواسطة شبسسكاف شاهدة شبسسكاف تحمل صدر مرسوم من الملك لصالح تأسيس والده، يشهد على أنه قد شرع بالفعل في إكمال الأعمال. والتي، كما فعل للمعبد العلوي، عدل المخطط وتستخدم الطوب لتسريع الانتهاء. ثم قام بترحيل المدخل المؤدي إلى الطريق إلى الجنوب وخلق فناءً كبيرًا بدلاً من الغرف ذات الأعمدة. في المقدمة، كان لديه هيكل مسبق مبني بمدخل محوري يؤدي إلى غرفة أولى بسقف مدعوم بأربعة أعمدة، ربما من الخشب. توزع هذه الغرفة إلى الشمال والجنوب بواسطة ممران سلسلة من المتاجر تهدف إلى الاحتفاظ بعروض الطعام المقدمة للمعبد. يفتح الممر الجنوبي على الممر المؤدي إلى الجسر متجاوزًا المعبد من جانبه الجنوبي ثم الغربي.
يتيح الجزء الجديد من المعبد الوصول إلى الفناء الكبير بجدران مزينة بمنافذ في الواجهة الحجرية للجدران مثل المعبد الجنائزي للملك. يسبق هذا الفناء الجزء الغربي الأخير من المعبد، حيث ترتفع الأرضية. يتكون من مجموعة من الغرف والمصليات والمخازن المخصصة لإيواء تماثيل العبادة وجميع المعدات اللازمة لأداء القرابين والطقوس اليومية، وهذا الجزء الحميم من الحرم له ممر آخر يربط الطريق من خلال باب ثان في الجدار الجنوبي للمعبد.
يمثل معبد الوادي حالة أخيرة تنطوي على تعديلات مهمة تتعلق بالاستخدام المطول للأماكن التي ربما أصبحت مكانًا مركزيًا للعبادة في المدينة والتي تم بناؤها أسفل الهضبة لإيواء الحرف المختلفة. تجمعت من أجل مواقع البناء الملكية التي تبع بعضها البعض منذ ما يقرب من قرن في الجيزة.
تم تحويل الفناء الأمامي للمعبد إلى فناء أول يقع مدخله إلى الشمال بواسطة دهليز به أربعة أعمدة تنفتح باتجاه مدينة الكهنة التي كانت قد تطورت بالقرب من قبر الملكة خنت كاوس. من المحتمل أن تكون الملكة، زوجة شبسسكاف، قد نفذت أيضًا أعمال معبد منكاورع في نفس الوقت الذي شيدت فيه معبدها قبر.
في أعقاب الأضرار الناجمة عن كارثة طبيعية في منتصف الأسرة المصرية السادسة، أعيد بناء المعبد على مخطط أبسط، وعزله عن باقي مقابر الملك. ثم، شيئًا فشيئًا، تم غزوها من قبل المساكن في الفترة الانتقالية الأولى بسبب الإعفاء من الضرائب الذي تتمتع به المناطق المقدسة منذ المملكة القديمة. يتطور تكتل كامل داخل محيط المعبد، مع منازل ممتلئة بإحكام مع بعضها البعض، ومرفقات بها أفران وصوامع حبوب، وشوارع ضيقة متعرجة حتى أسفل الرواق الغربي للمعبد الذي لا يزال في النشاط لفترة من الوقت.
تم التخلي عن الكل أخيرًا قبل فترة قصيرة من المملكة الوسطى وتم تسليمه إلى عمال المحاجر الذين أخذوا، من العصور القديمة، المواد المفضلة، بما في ذلك الحجر الجيري أو الجرانيت، في حين وتلاشت العناصر الخشبية على مر القرون.

## الأهرامات التابعة
إلى الجنوب من هرم الملك، توجد ثلاثة أهرامات تابعة تتراصف من الشرق إلى الغرب وتم تحديدها على التوالي في مخططات المقابر G3a و G3b و G3c. لكل منهم معبد صغير للعبادة يقع على وجههم الشرقي. الهرم الأول (G3a) هو هرم أملس المنحدر من 52 درجة 15 وقاعدة من أربعة وأربعين مترا. كان يبلغ ارتفاعه في البداية أكثر من ثمانية وعشرين متراً بقليل، وكانت وجوهه الأربعة مغطاة بواجهة من الحجر الجيري الناعم لـطرة التي تم التقاطها منذ فترة طويلة. يوجد على وجهها الشمالي مدخل يفضي إلى منحدر يؤدي بعد عبور الهبوط إلى غرفة تحت الأرض حيث تم العثور على تابوت من الجرانيت. المعبد الجنائزي الذي يمكن الوصول إليه من الركن الشمالي الغربي لمجمع الهرم الصغير يتجه من الشرق إلى الغرب. يحتوي على فناء كبير في الهواء الطلق وجزء مغطى يضم سلسلة من الغرف المخصصة للعبادة مثل المعبد الجنائزي للملك، والذي يبدو أنه نسخة صغيرة الحجم.
تم تفسير هذه المجموعة بشكل مختلف. غالبًا ما يُعتبر هرم كا من مجمع الهرم المصري من منكاورع، ولكن اكتشاف التابوت الحجري في الغرفة تحت الأرض ووجود معبد للعبادة يميل على الوجه الشرقي للهرم الصغير هي مؤشرات جادة لتحديد مكان دفن الملكة. وفقًا لـ جورج أندرو ريزنر فهو مكان دفن الملكة خعمررنبتي الثانية. ومع ذلك، يظل الجدل حول دور هذا الهرم مفتوحًا لأن دفنًا آخر تم اكتشافه في الجيزة يُنسب إلى الملكة.
الهرمان الآخران عبارة عن أهرامات متدرجة ومعابدها، وهي أضيق بسبب المساحة الصغيرة المتاحة بين كل نصب تذكاري، وتواجه الشمال، باتجاه هرم الملك. لكل منها أيضًا منحدر يمكن الوصول إليه من الوجوه الشمالية للأهرامات المؤدية إلى غرف صغيرة منحوتة في الصخر. كشفت أعمال التنقيب في الهرم G3b عن تابوت تم فيه اكتشاف بقايا جثة شابة. لم يتم اكتشاف أي نقش يسمح بالتعرف على مالكه، ومن ناحية أخرى، تم اكتشاف علامة على أحد ألواح التغطية خرطوشة من منكاورع من غرفة الدفن، يشهد على أن بناء هذا الهرم الصغير قد بدأ بالفعل في عهد الملك وكان جزءًا لا يتجزأ من مخطط المجمع. من المؤكد أن مظهره غير المكتمل كهرم متدرج يفسر بانقطاع الأعمال عند وفاة الملك.
يعتبر الهرم الثالث بالقياس أيضًا هرم ملكة غير مكتمل. ومع ذلك، فإن استكشافه لم يسفر عن أي تابوت. من ناحية أخرى، فإنه يمثل جانبًا أكثر تدهورًا بسبب محاولة التدمير التي بدأت أثناء الحملة الفرنسية على مصر. سعياً لدراسة بناء الأهرامات عن طريق تفكيكها، بدأ العلماء في ذلك الوقت هذا العمل عن طريق عبور النصب التذكاري مباشرة، على أمل عبث اكتشاف غرفه السرية. توقفت أعمال التدمير هذه مع فشل حملة نابليون بونابرت التي هزها تدخل الأتراك والإنجليز. ظل هذان الهرمان الأخيران مجهولين حتى الآن.

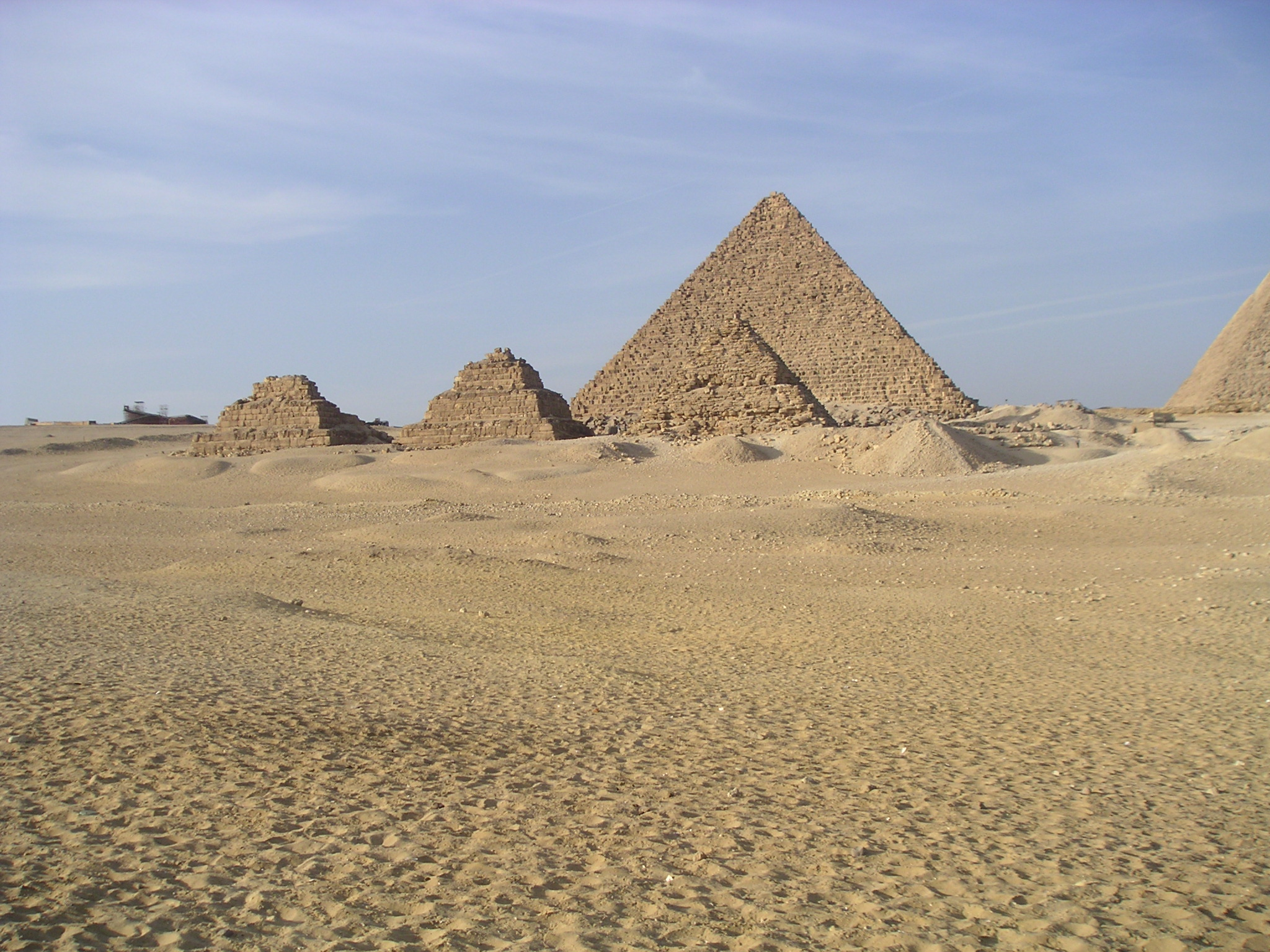
منظر هرم منكاورع وأهرامات الملكات الثلاثة من جنوب هضبة الجيزة
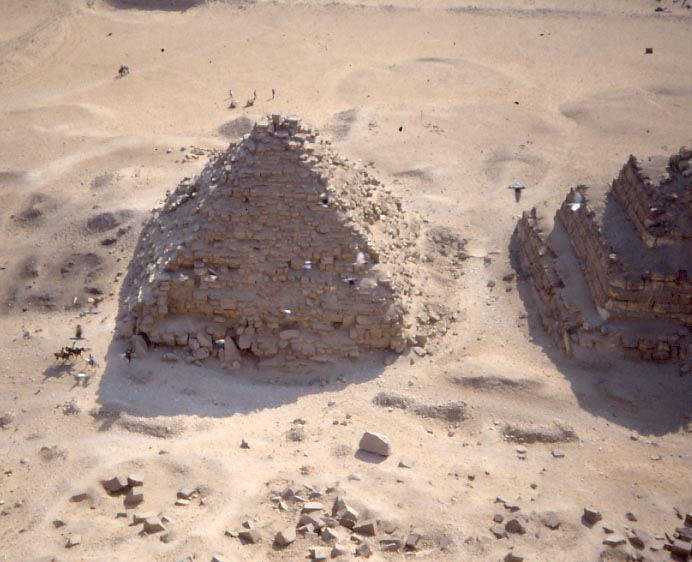
هرم القمر الصناعي أو هرم الملكة G3a
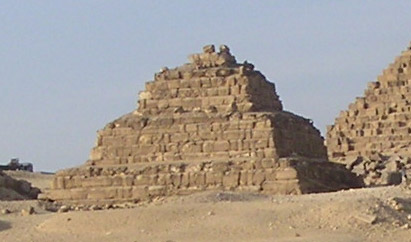
هرم الملكة G3b
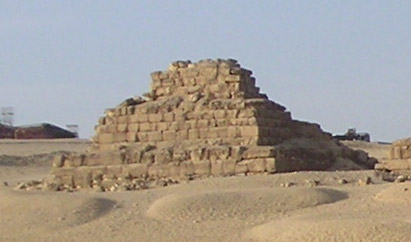
هرم الملكة G3C

## العمر والموقع

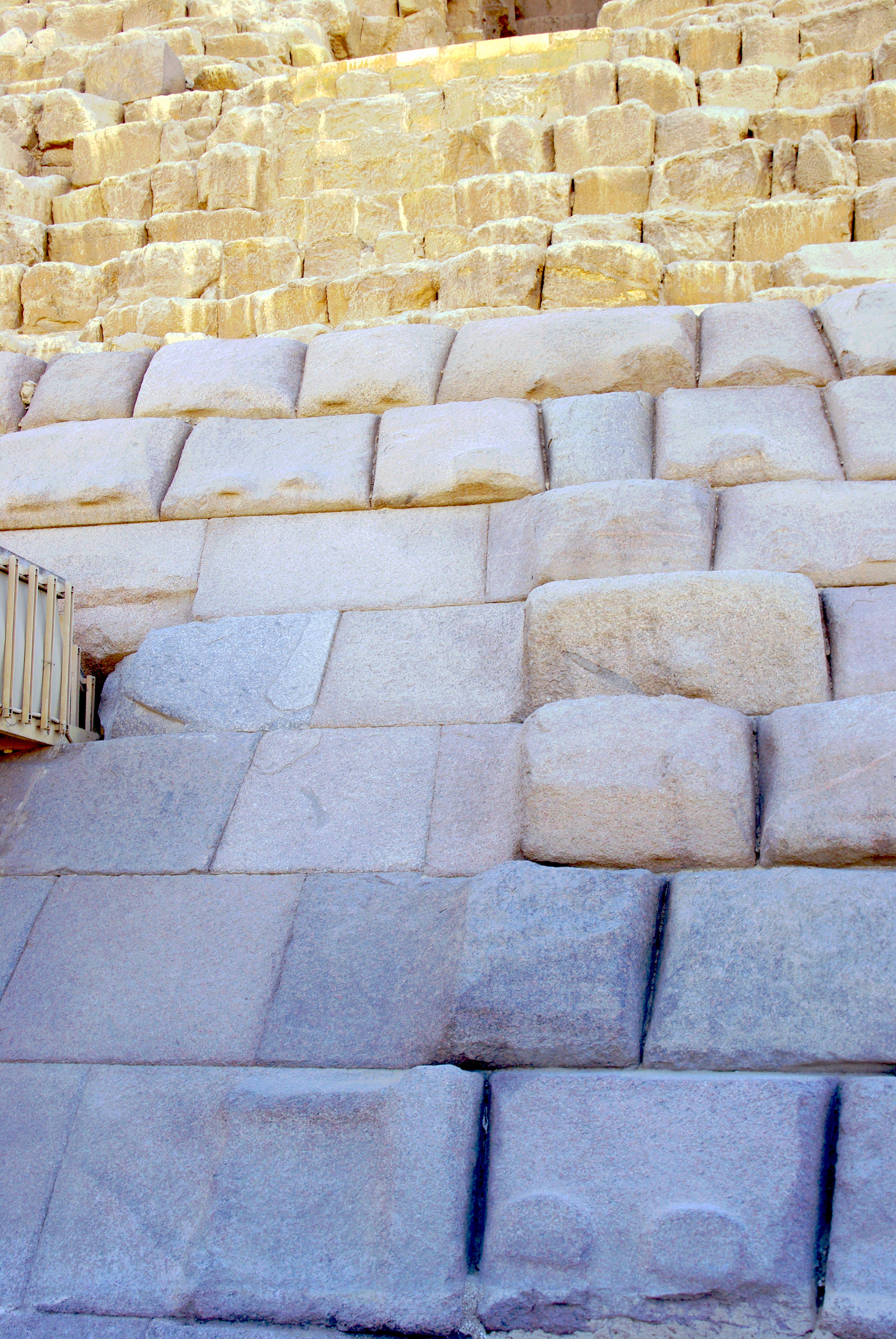
قاعدة هرم منكاورع، بجوار المدخل الشمالي. من الواضح أن الطبقات السفلية من الجرانيت غير مكتملة، وربما توقفت في منتصف العمل بسبب وفاة الملك.

تاريخ بناء الهرم غير معروف، لأن عهد منكاورع لم يتم تحديده بدقة، ولكن من المحتمل أن يكون قد اكتمل في القرن السادس والعشرون قبل الميلاد. يقع على بعد بضع مئات من الأمتار جنوب غرب جيرانه الأكبر، هرم خفرع والهرم الأكبر في مجمع أهرامات الجيزة.

## التابوت والصندوق
في عام 1837، اكتشف ريتشارد ويليام هوارد فايس وجون شاي بيرنج تابوت منكاورع المصنوع من البازلت، ووُصف بأنه جميل بلونه الأسود وغني بالتفاصيل مع كورنيش بارز. والتابوت كان يحتوي على عظام امرأة شابة. تم تحميله على السفينة بياتريس (Beatrice)، ولكنها تحطمت قبالة الساحل الإسباني في طريقها إلى بريطانيا.
كما تم العثور على تابوت خشبي بشري الهيئة مكتوب عليه اسم منكاورع ويحتوي على بقايا مومياء في غرفة الدفن العلوية وتم نقله لاحقاً إلى المتحف البريطاني، ووصل إلى هناك سالمًا. وقد تم تأريخ التابوت بالكربون المشع إلى الفترة من 1212-846 قبل الميلاد، أي من أواخر الدولة الحديثة إلى عصر الاضمحلال الثالث. أما الجسم الذكري وكفنه فقد تم تأريخهما بالكربون المشع إلى الفترة الإسلامية المبكرة.

## محاولة هدم

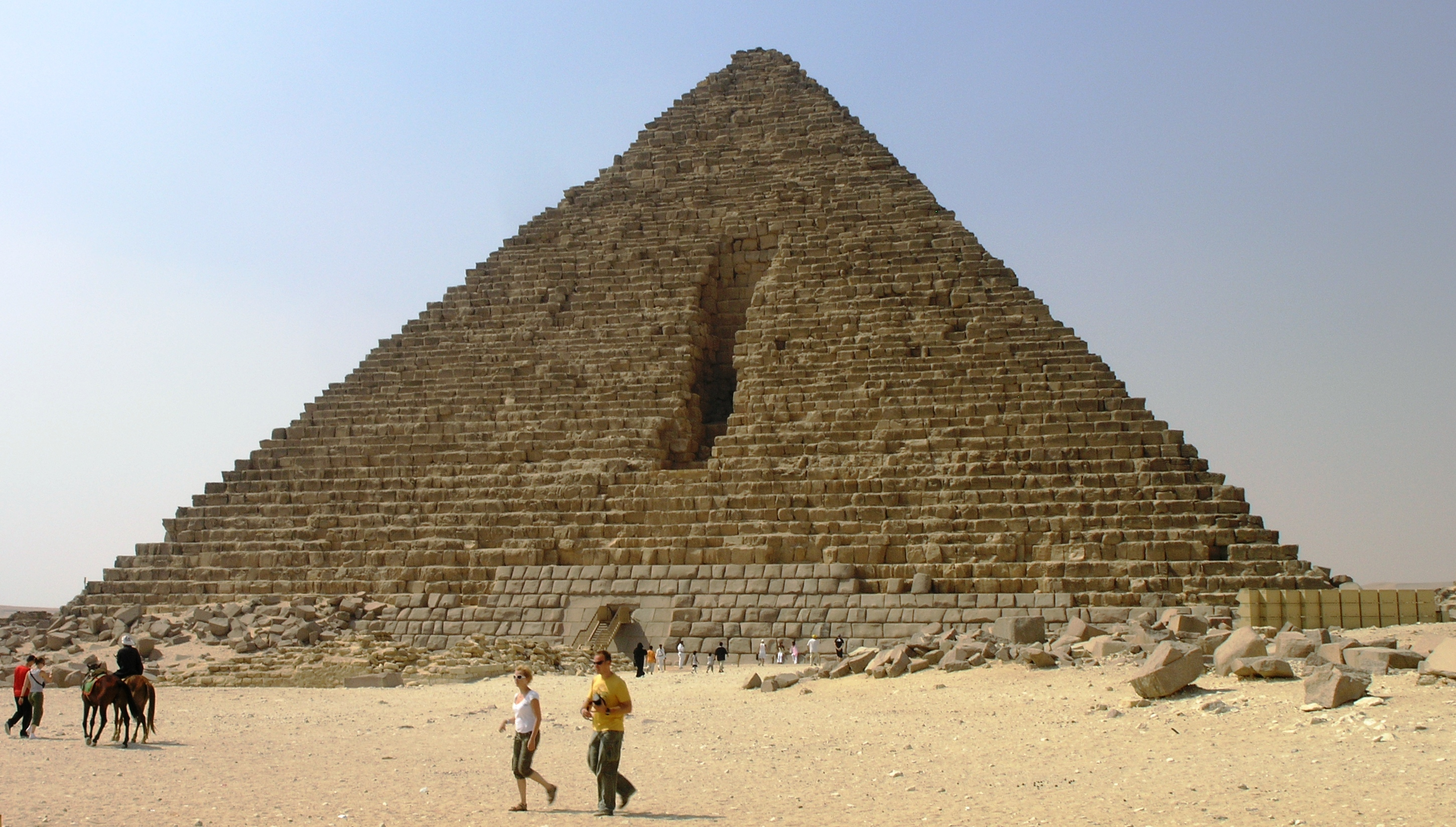
الأضرار التي لحقت بالهرم

في نهاية القرن الثاني عشر حاول الملك العزيز عثمان بن يوسف نجل ووريث صلاح الدين هدم الأهرامات بدءًا من هرم منكاورع. ظل العمال الذين جندوا لهدم الهرم في عملهم لمدة ثمانية أشهر، لكنهم وجدوا أن التدمير يكاد يكون باهظ التكلفة مثل البناء. يمكنهم فقط إزالة حجر أو حجري كل يوم. استخدم البعض إسفين ورافعات لتحريك الأحجار، بينما استخدم البعض الآخر الحبال لهدمها. عندما يسقط الحجر، فإنه يدفن نفسه في الرمال، مما يتطلب جهودًا غير عادية لتحريره. استخدمت الأوتاد لتقسيم الحجارة إلى عدة قطع، واستخدمت عربة لنقلها إلى أسفل الجرف، حيث تُركت. على الرغم من جهودهم، كان العمال قادرين فقط على إتلاف الهرم إلى حد ترك جرح رأسي كبير في وجهه الشمالي.

## الصيانة والتجديد
في 26 يناير 2024 وتحت مسمى "مشروع القرن"، أعلن الأمين العام للمجلس الأعلى للآثار في مصر، الدكتور مصطفى وزيري،عن إطلاق مشروع جديد لإعادة تغليف الهرم الثالث "هرم منكاورع"، بالجرانيت. وصرح وزيري وهو يقف أمام الهرم، بينما كان العمال يواصلون عمليات الحفر "لا نعلم تاريخ وقوع حجارة الجرانيت التي كانت تغلف هرم منكاورع، ولكن آن الأوان لإعادتها كما كانت عند المصري القديم، عبر مشروع القرن، بالتعاون مع البعثة اليابانية بالقاهرة".وأشار وزيري إلى أن هذا المشروع الذي سيستغرق عاما واحدا على الأقل، وسيكون إلى جانب المتحف المصري الكبير، هو هدية مصر للعالم.

## أعلام
- منكاورع

## اقرأ أيضا
- الهرم الأكبر
- هرم زوسر
- الهرم الأحمر
- هرم ميدوم
- إمحتب
- خوفو
- مقبرة حتبت
- سقد